# Абалон
Абалон (од шп. Abulón) је назив за врсте морских пужева из рода Haliotis. Живе у топлим морима широм света. Спољашња површина кућице има низ рупица, од којих се већина попуњава како животиња расте; неке, међутим, остају отворене као испусти за избацивање отпадних материја.
Ови пужеви дуги су од 10 до 25 cm, а дебели су до 8 cm. Највећи абалон дуг је 30 cm.
Кућица им је сјајна, а унутрашњост блиставих боја користи се за украсе, док се велико мишићаво стопало једе као посластица. Комерцијална узгајалишта абалона постоје у Калифорнији, Мексику, Јапану и Јужној Африци.